# Can Tusell
Can Tusell és un barri de Terrassa a l'extrem nord-occidental del districte 6 o del Nord-est, situat a la dreta de la carretera de Matadepera (BV-1221), a la sortida de la ciutat. Té una superfície de 0,14 km² i una població de 2.263 habitants el 2021.
Està limitat al nord per l'avinguda de Lacetània, al sud pel carrer de Roig Ventura, a l'oest per la carretera de Matadepera i a l'est pels carrers de la Tramuntana (més enllà del qual s'estén el polígon industrial Nord) i de Tarragona.
El barri de Can Tusell compta amb una gran diversitat ètnica que caracteritza aquest barri obrer. En ell hi conviuen moltes famílies d'ètnia gitana i famílies provinents del Marroc (així com els seus fills ja nascuts a la ciutat). Un gran exemple d'aquest es mostra a l'escola del barri, l'escola Font de l'Alba, que ja l'any 1995 comptaba amb gairebé un 50% d'alumnat gitano o marroquí. Aquest valor però, ara és encara molt més significatiu.
Depèn de la parròquia de Sant Pau, al barri de Sant Pere Nord. La festa major és el diumenge abans de Sant Joan.
Des del desembre del 2009 compta amb el temple de l'Església Evangèlica Unida de Terrassa, al carrer de Béjar, vora la plaça de Can Tusell. Obra de Carles Ferreter, amb els seus 2.500 m² és el temple protestant més gran de Catalunya i fou inaugurat el 3 de juliol del 2010 per l'expresident dels Estats Units i Premi Nobel de la Pau Jimmy Carter.

## Història
El nom de Can Tusell prové de la masia homònima, situada més avall, en terrenys de l'actual barri de Sant Pere, a la confluència de la carretera de Matadepera amb el carrer Ample, que encara era habitada al final de la dècada del 1950. Als camps de conreu i a les vinyes de més al nord de la masia, l'Institut Català del Sòl de la Generalitat hi va construir, al començament dels anys 80, un polígon d'habitatges que originàriament eren un apèndix de Sant Pere Nord, però que arran de la constitució de l'associació de veïns van anar atorgant a Can Tusell entitat de barri diferenciat.